# Élections cantonales de 2004 dans le Finistère
Les élections cantonales dans le département français du Finistère ont eu lieu les 21 et 28 mars 2004.
Lors de ces élections, 28 des 54 cantons du Finistère ont été renouvelés. Elles ont vu la reconduction de la majorité socialiste dirigée par Pierre Maille, président du conseil général depuis 1998.

## Contexte départemental

### Assemblée départementale sortante
Avant les élections, le conseil général du Finistère est présidé par Pierre Maille (PS). Il comprend 54 conseillers généraux issus des 54 cantons du Finistère. 28 d'entre eux sont renouvelables lors de ces élections.
| Parti                              | Sigle   | Élus |
| ---------------------------------- | ------- | ---- |
| Majorité (27 sièges)               |         |      |
| Parti socialiste                   | PS      | 25   |
| Parti communiste français          | App.PCF | 2    |
| Opposition (27 sièges)             |         |      |
| Rassemblement pour la République   | RPR     | 12   |
| Union pour la démocratie française | UDF     | 9    |
| Divers droite                      | DVD     | 5    |
| Démocratie libérale                | DL      | 1    |
| Président du conseil général       |         |      |
| Pierre Maille (PS)                 |         |      |

## Résultats à l’échelle du département
Répartition départementale des résultats (1er tour).
- PCF-Alt-EXG (6,47 %)
- PS-DVG (38,47 %)
- Les Verts-UDB-BNC-FB (10,18 %)
- UMP (29,09 %)
- UDF (6,36 %)
- DVD (3,45 %)
- Front national (5,95 %)

| Étiquette      | Étiquette                          | Premier tour | Premier tour | Second tour | Second tour | Sièges |
| Étiquette      | Étiquette                          | Voix         | %            | Voix        | %           | Sièges |
| -------------- | ---------------------------------- | ------------ | ------------ | ----------- | ----------- | ------ |
|                | Parti socialiste                   | 79 164       | 37,48        | 103 143     | 51,55       | 23     |
|                | Les Verts-UDB-BNC-FB               | 21 511       | 10,18        | 7 978       | 3,98        | 1      |
|                | Parti communiste français          | 7 085        | 3,36         |             |             |        |
|                | Extrême gauche                     | 3 350        | 1,58         |             |             |        |
|                | Divers gauche                      | 2 080        | 0,99         |             |             |        |
| Gauche         | Gauche                             | 113 190      | 53,59        | 111 121     | 55,53       | 24     |
|                |                                    |              |              |             |             |        |
|                | Union pour un mouvement populaire  | 61 418       | 29,09        | 74 509      | 37,24       | 4      |
|                | Union pour la démocratie française | 13 427       | 6,36         | 10 643      | 5,31        | 0      |
|                | Front national                     | 12 043       | 5,70         |             |             |        |
|                | Divers droite                      | 7 292        | 3,45         | 3 785       | 1,89        | 0      |
|                | Extrême droite                     | 527          | 0,25         |             |             |        |
| Droite         | Droite                             | 94 707       | 44,85        | 88 937      | 44,44       | 4      |
|                |                                    |              |              |             |             |        |
| Inscrits       | Inscrits                           | 328 721      | 100,00       | 299 703     | 100,00      |        |
| Abstention     | Abstention                         | 111 185      | 33,82        | 92 699      | 30,93       |        |
| Votants        | Votants                            | 217 536      | 66,18        | 207 004     | 69,07       |        |
| Blancs et nuls | Blancs et nuls                     | 6 367        | 2,93         | 6 946       | 3,36        |        |
| Exprimés       | Exprimés                           | 211 169      | 97,07        | 200 058     | 96,64       |        |

### Résultats en nombre de sièges
| Parti | Sièges mis en jeu | Élus | Évolution |
| ----- | ----------------- | ---- | --------- |
| PS    | 16                | 22   | +7        |
| DVG   | 1                 | 1    | =         |
| UMP   | 11                | 5    | -7        |

### Assemblée départementale à l'issue des élections
| Parti                             | Sigle | Élus |
| --------------------------------- | ----- | ---- |
| Majorité (34 sièges)              |       |      |
| Parti socialiste                  | PS    | 29   |
| Divers gauche                     | DVG   | 5    |
| Opposition (20 sièges)            |       |      |
| Union pour un mouvement populaire | UMP   | 14   |
| Divers droite                     | DVD   | 5    |
| Mouvement démocrate               | MoDem | 1    |
| Président du conseil général      |       |      |
| Pierre Maille (PS)                |       |      |

### Liste des élus
| Canton             | Conseiller sortant     | Parti | Parti | Conseiller élu         | Parti | Parti |
| ------------------ | ---------------------- | ----- | ----- | ---------------------- | ----- | ----- |
| Arzano             | Marie-Isabelle Doussal |       | PS    | Marie-Isabelle Doussal |       | PS    |
| Bannalec           | Yvon Le Bris           |       | PS    | Yvon Le Bris           |       | PS    |
| Brest-Cavale       | Jean Mobian*           |       | PS    | Pascale Mahé           |       | PS    |
| Brest-Kerichen     | Yvon Berthou           |       | PS    | Yvon Berthou           |       | PS    |
| Brest-L'Hermitage  | Jean-Paul Glémarec     |       | PS    | Jean-Paul Glémarec     |       | PS    |
| Brest-Lambézellec  | Daniel Abiven          |       | PS    | Daniel Abiven          |       | PS    |
| Brest-Plouzané     | Yvette Duval*          |       | DVG   | Chantal Simon Guillou  |       | DVG   |
| Brest-Recouvrance  | Yves Ménesguen         |       | PS    | Yves Ménesguen         |       | PS    |
| Brest-Saint-Marc   | Patricia Adam          |       | PS    | Patricia Adam          |       | PS    |
| Brest-Saint-Pierre | Pierre Maille          |       | PS    | Pierre Maille          |       | PS    |
| Carhaix-Plouguer   | Richard Ferrand        |       | PS    | Richard Ferrand        |       | DVG   |
| Concarneau         | Jean Lozac'h*          |       | PS    | Jean-Paul Le Roux      |       | PS    |
| Crozon             | Jean-Jacques Fabien    |       | UMP   | Dominique Trétout      |       | PS    |
| Daoulas            | André Le Gac           |       | DVG   | André Le Gac           |       | DVG   |
| Fouesnant          | Roger Le Goff          |       | UMP   | Nathalie Conan         |       | PS    |
| Guilvinec          | Yannick Le Moigne*     |       | UMP   | Raynald Tanter         |       | PS    |
| Lanmeur            | Jean-Luc Fichet        |       | PS    | Jean-Luc Fichet        |       | PS    |
| Lannilis           | Jean-Louis Kerboull    |       | UMP   | Claude Guiavarc'h      |       | PS    |
| Plabennec          | Louis Coz              |       | UMP   | Louis Coz              |       | UMP   |
| Pleyben            | Jean Pirche*           |       | UMP   | Marie-France Le Boulch |       | PS    |
| Ploudalmézeau      | Antoine Corolleur      |       | UMP   | Antoine Corolleur      |       | DVD   |
| Plouescat          | Jacques Le Guen        |       | UMP   | Jacques Le Guen        |       | UMP   |
| Plouzévédé         | Gérard Danielou        |       | UMP   | Gérard Danielou        |       | UMP   |
| Pont-Croix         | Henri Cogan*           |       | UDF   | Jacqueline Donval      |       | PS    |
| Pont-l'Abbé        | Annick Le Loch         |       | PS    | Annick Le Loch         |       | PS    |
| Rosporden          | Gilbert Monfort        |       | PS    | Gilbert Monfort        |       | PS    |
| Saint-Pol-de-Léon  | Adrien Kervella        |       | UMP   | Jacques Edern          |       | DVG   |
| Saint-Thégonnec    | Yvon Abiven            |       | DVG   | Yvon Abiven            |       | DVG   |

*Conseillers généraux sortants ne se représentant pas

## Résultats par canton

### Canton d'Arzano
| Candidats      | Candidats                | Étiquette      | Premier tour | Premier tour | Ballotage | Ballotage |
| Candidats      | Candidats                | Étiquette      | Voix         | %            | Voix      | %         |
| -------------- | ------------------------ | -------------- | ------------ | ------------ | --------- | --------- |
|                | Marie-Isabelle Doussal * | PS             | 1 399        | 49,40        | 1 770     | 59,58     |
|                | Christian Chartrain      | UMP            | 1 032        | 36,44        | 1 201     | 40,42     |
|                | Fanny Chauffin           | UDB-Verts      | 201          | 7,10         |           |           |
|                | Roger Carré              | FN             | 161          | 5,69         |           |           |
|                | Agnès Belbéoc'h          | EXD            | 39           | 1,38         |           |           |
|                |                          |                |              |              |           |           |
| Inscrits       | Inscrits                 | Inscrits       | 4 028        | 100,00       | 4 028     | 100,00    |
| Abstentions    | Abstentions              | Abstentions    | 1 084        | 26,91        | 945       | 23,46     |
| Votants        | Votants                  | Votants        | 2 944        | 73,09        | 3 083     | 76,54     |
| Blancs et nuls | Blancs et nuls           | Blancs et nuls | 112          | 3,80         | 112       | 3,63      |
| Exprimés       | Exprimés                 | Exprimés       | 2 832        | 96,20        | 2 971     | 96,37     |

*sortant

### Canton de Bannalec
| Candidats      | Candidats         | Étiquette      | Premier tour | Premier tour |
| Candidats      | Candidats         | Étiquette      | Voix         | %            |
| -------------- | ----------------- | -------------- | ------------ | ------------ |
|                | Yvon Le Bris *    | PS             | 2 549        | 54,16        |
|                | Robert de Monti   | UMP            | 821          | 17,45        |
|                | Corinne Calvez    | PCF            | 393          | 8,35         |
|                | Yannick Foucher   | Verts-UDB      | 338          | 7,18         |
|                | Dominique Souêtre | FN             | 304          | 6,46         |
|                | Guy Flegéo        | MFB            | 301          | 6,40         |
|                |                   |                |              |              |
| Inscrits       | Inscrits          | Inscrits       | 7 452        | 100,00       |
| Abstentions    | Abstentions       | Abstentions    | 2 556        | 34,30        |
| Votants        | Votants           | Votants        | 4 897        | 65,70        |
| Blancs et nuls | Blancs et nuls    | Blancs et nuls | 190          | 3,88         |
| Exprimés       | Exprimés          | Exprimés       | 4 706        | 96,12        |

*sortant

### Canton de Brest-Cavale-Blanche-Bohars-Guilers
Jean Mobian (PS), élu depuis 1998 ne se représente pas.
| Candidats      | Candidats            | Étiquette      | Premier tour | Premier tour | Ballotage | Ballotage |
| Candidats      | Candidats            | Étiquette      | Voix         | %            | Voix      | %         |
| -------------- | -------------------- | -------------- | ------------ | ------------ | --------- | --------- |
|                | Pascale Mahé         | PS (*)         | 3 796        | 46,58        | 5 212     | 62,66     |
|                | Mikaël Cabon         | UDF            | 2 483        | 30,47        | 3 106     | 37,34     |
|                | Michel Briand        | Verts-UDB-BNC  | 892          | 10,94        |           |           |
|                | Jean-Pierre Fournier | FN             | 465          | 5,71         |           |           |
|                | Bruno Guigourèse     | PCF            | 189          | 2,32         |           |           |
|                | Éric Lageat          | LO             | 220          | 2,35         |           |           |
|                | Pierre Coquebert     | MRC            | 141          | 1,73         |           |           |
|                |                      |                |              |              |           |           |
| Inscrits       | Inscrits             | Inscrits       | 12 657       | 100,00       | 12 658    | 100,00    |
| Abstentions    | Abstentions          | Abstentions    | 4 290        | 33,89        | 4 086     | 32,28     |
| Votants        | Votants              | Votants        | 8 367        | 66,11        | 8 572     | 67,72     |
| Blancs et nuls | Blancs et nuls       | Blancs et nuls | 217          | 2,59         | 254       | 2,96      |
| Exprimés       | Exprimés             | Exprimés       | 8 150        | 97,41        | 8 318     | 97,04     |

*sortant

### Canton de Brest-Kerichen
| Candidats      | Candidats       | Étiquette      | Premier tour | Premier tour | Ballotage | Ballotage |
| Candidats      | Candidats       | Étiquette      | Voix         | %            | Voix      | %         |
| -------------- | --------------- | -------------- | ------------ | ------------ | --------- | --------- |
|                | Yvon Berthou *  | PS             | 2 191        | 43,51        | 3 462     | 66,86     |
|                | Jane Monot      | UDF            | 1 317        | 26,15        | 1 716     | 33,14     |
|                | Paulette Dubois | BNC-Verts-UDB  | 483          | 9,59         |           |           |
|                | Bernard Pacreau | FN             | 421          | 8,36         |           |           |
|                | Charles Le Hir  | Alt-BAGA       | 371          | 7,37         |           |           |
|                | Gilbert Guéguen | PCF            | 253          | 5,02         |           |           |
|                |                 |                |              |              |           |           |
| Inscrits       | Inscrits        | Inscrits       | 4 377        | 45,85        | 9 547     | 100,00    |
| Abstentions    | Abstentions     | Abstentions    | 5 405        | 46,01        | 4 201     | 44,00     |
| Votants        | Votants         | Votants        | 5 170        | 54,15        | 5 346     | 56,00     |
| Blancs et nuls | Blancs et nuls  | Blancs et nuls | 134          | 2,59         | 168       | 3,14      |
| Exprimés       | Exprimés        | Exprimés       | 5 036        | 97,41        | 5 178     | 96,86     |

*sortant

### Canton de Brest-L'Hermitage-Gouesnou
| Candidats      | Candidats            | Étiquette      | Premier tour | Premier tour | Ballotage | Ballotage |
| Candidats      | Candidats            | Étiquette      | Voix         | %            | Voix      | %         |
| -------------- | -------------------- | -------------- | ------------ | ------------ | --------- | --------- |
|                | Jean-Paul Glémarec * | PS             | 2 660        | 38,84        | 4 001     | 56,86     |
|                | Jean-Pierre Rieux    | UMP            | 2 269        | 33,13        | 3 036     | 43,14     |
|                | Patrick Appéré       | BNC-Verts-UDB  | 788          | 11,51        |           |           |
|                | Jacques Arnal        | DVG            | 401          | 5,85         |           |           |
|                | Ronan Brénéol        | FN             | 376          | 5,49         |           |           |
|                | Serge Hardy          | LO             | 204          | 2,98         |           |           |
|                | Maxime Paul          | PCF            | 151          | 2,20         |           |           |
|                |                      |                |              |              |           |           |
| Inscrits       | Inscrits             | Inscrits       | 11 230       | 100,00       | 11 230    | 100,00    |
| Abstentions    | Abstentions          | Abstentions    | 4 204        | 37,44        | 3 960     | 35,26     |
| Votants        | Votants              | Votants        | 7 026        | 62,56        | 7 270     | 64,74     |
| Blancs et nuls | Blancs et nuls       | Blancs et nuls | 177          | 2,52         | 233       | 3,20      |
| Exprimés       | Exprimés             | Exprimés       | 6 849        | 97,48        | 7 037     | 96,80     |

*sortant

### Canton de Brest-Lambézellec
| Candidats      | Candidats                  | Étiquette      | Premier tour | Premier tour |
| Candidats      | Candidats                  | Étiquette      | Voix         | %            |
| -------------- | -------------------------- | -------------- | ------------ | ------------ |
|                | Daniel Abiven *            | App.PS         | 2 537        | 50,40        |
|                | Marie-Christine Le Normand | UMP            | 1 281        | 25,45        |
|                | Jean Heurtel               | UDB-BNC-Verts  | 371          | 7,37         |
|                | Didier Bergot              | FN             | 347          | 6,89         |
|                | Guy Le Dem                 | Alt-BAGA       | 290          | 5,76         |
|                | Martine Vourc'h            | PCF            | 208          | 4,13         |
|                |                            |                |              |              |
| Inscrits       | Inscrits                   | Inscrits       | 8 897        | 100,00       |
| Abstentions    | Abstentions                | Abstentions    | 3 733        | 41,96        |
| Votants        | Votants                    | Votants        | 5 164        | 58,04        |
| Blancs et nuls | Blancs et nuls             | Blancs et nuls | 130          | 2,52         |
| Exprimés       | Exprimés                   | Exprimés       | 5 034        | 97,48        |

*sortant

### Canton de Brest-Plouzané
Yvette Duval (PS) ne se représente pas.
| Candidats      | Candidats               | Étiquette      | Premier tour | Premier tour | Ballotage | Ballotage |
| Candidats      | Candidats               | Étiquette      | Voix         | %            | Voix      | %         |
| -------------- | ----------------------- | -------------- | ------------ | ------------ | --------- | --------- |
|                | Chantal Simon-Guillou   | App.PS (*)     | 2 659        | 36,22        | 4 539     | 59,40     |
|                | Yves Pagès              | UDF            | 2 437        | 33,19        | 3 102     | 40,60     |
|                | Antoine Beugnard        | Verts-UDB-BNC  | 792          | 10,79        |           |           |
|                | Jean Quer               | Alt            | 656          | 8,93         |           |           |
|                | Jean-François Boursicot | FN             | 461          | 6,28         |           |           |
|                | Anne-Marie Alayse       | PCF            | 177          | 2,41         |           |           |
|                | Jean-Pierre Hue         | MRC            | 160          | 2,18         |           |           |
|                |                         |                |              |              |           |           |
| Inscrits       | Inscrits                | Inscrits       | 11 715       | 100,00       | 11 715    | 100,00    |
| Abstentions    | Abstentions             | Abstentions    | 4 132        | 35,27        | 3 824     | 32,64     |
| Votants        | Votants                 | Votants        | 7 583        | 64,73        | 7 891     | 67,36     |
| Blancs et nuls | Blancs et nuls          | Blancs et nuls | 241          | 3,18         | 250       | 3,17      |
| Exprimés       | Exprimés                | Exprimés       | 7 342        | 96,82        | 7 641     | 96,83     |

*sortant

### Canton de Brest-Recouvrance
| Candidats      | Candidats         | Étiquette      | Premier tour | Premier tour | Ballotage | Ballotage |
| Candidats      | Candidats         | Étiquette      | Voix         | %            | Voix      | %         |
| -------------- | ----------------- | -------------- | ------------ | ------------ | --------- | --------- |
|                | Yves Ménesguen *  | PS             | 2 003        | 41,25        | 3 150     | 60,74     |
|                | Fortuné Pellicano | UMP            | 1 613        | 33,22        | 2 036     | 39,26     |
|                | Marif Loussouarn  | Verts-UDB-BNC  | 368          | 7,58         |           |           |
|                | Hubert Casel      | Alt            | 332          | 6,84         |           |           |
|                | Pierre Montfort   | FN             | 300          | 6,18         |           |           |
|                | Gaétan Le Guern   | PCF            | 240          | 4,94         |           |           |
|                |                   |                |              |              |           |           |
| Inscrits       | Inscrits          | Inscrits       | 8 861        | 100,00       | 8 862     | 100,00    |
| Abstentions    | Abstentions       | Abstentions    | 3 536        | 39,90        | 3 903     | 45,05     |
| Votants        | Votants           | Votants        | 4 958        | 55,95        | 5 326     | 60,10     |
| Blancs et nuls | Blancs et nuls    | Blancs et nuls | 102          | 2,06         | 140       | 2,63      |
| Exprimés       | Exprimés          | Exprimés       | 4 856        | 97,94        | 5 186     | 97,37     |

*sortant

### Canton de Brest-Saint-Marc
| Candidats      | Candidats         | Étiquette        | Premier tour | Premier tour | Ballotage | Ballotage |
| Candidats      | Candidats         | Étiquette        | Voix         | %            | Voix      | %         |
| -------------- | ----------------- | ---------------- | ------------ | ------------ | --------- | --------- |
|                | Patricia Adam *   | PS               | 3 533        | 43,11        | 4 898     | 57,96     |
|                | Benoît de Cadenet | UMP              | 3 010        | 36,73        | 3 553     | 42,04     |
|                | Pierre Fourel     | FB-BNC-Verts-UDB | 684          | 8,35         |           |           |
|                | André Lamendour   | FN               | 446          | 5,44         |           |           |
|                | Guy Abgrall       | PCF              | 258          | 3,15         |           |           |
|                | André Cherblanc   | LO               | 205          | 2,50         |           |           |
|                | Joël Guéné        | PT               | 60           | 0,73         |           |           |
|                |                   |                  |              |              |           |           |
| Inscrits       | Inscrits          | Inscrits         | 13 632       | 100,00       | 13 632    | 100,00    |
| Abstentions    | Abstentions       | Abstentions      | 5 000        | 36,68        | 4 949     | 36,30     |
| Votants        | Votants           | Votants          | 8 360        | 61,33        | 8 683     | 63,70     |
| Blancs et nuls | Blancs et nuls    | Blancs et nuls   | 434          | 5,03         | 232       | 2,67      |
| Exprimés       | Exprimés          | Exprimés         | 8 196        | 98,04        | 8 451     | 97,33     |

*sortant

### Canton de Brest-Saint-Pierre
| Candidats      | Candidats           | Étiquette        | Premier tour | Premier tour | Ballotage | Ballotage |
| Candidats      | Candidats           | Étiquette        | Voix         | %            | Voix      | %         |
| -------------- | ------------------- | ---------------- | ------------ | ------------ | --------- | --------- |
|                | Pierre Maille *     | PS               | 2 309        | 47,94        | 3 170     | 64,81     |
|                | Pierre Chouzenoux   | UMP              | 938          | 19,48        | 1 721     | 35,19     |
|                | Robert Ryckelynck   | RPF              | 456          | 9,47         |           |           |
|                | Jean Augereau       | Verts-BNC-UDB-FB | 351          | 7,29         |           |           |
|                | Yves Sellier        | FN               | 385          | 7,99         |           |           |
|                | Catherine Couturier | PCF              | 169          | 3,51         |           |           |
|                | Nicole Le Beux      | LO               | 141          | 2,93         |           |           |
|                | Roger Calvez        | PT               | 67           | 1,39         |           |           |
|                |                     |                  |              |              |           |           |
| Inscrits       | Inscrits            | Inscrits         | 8 739        | 100,00       | 8 739     | 100,00    |
| Abstentions    | Abstentions         | Abstentions      | 3 841        | 43,95        | 3 726     | 42,64     |
| Votants        | Votants             | Votants          | 4 898        | 56,05        | 5 013     | 57,36     |
| Blancs et nuls | Blancs et nuls      | Blancs et nuls   | 82           | 1,67         | 122       | 2,43      |
| Exprimés       | Exprimés            | Exprimés         | 4 816        | 98,33        | 4 891     | 97,57     |

*sortant

### Canton de Carhaix-Plouguer
| Candidats      | Candidats             | Étiquette      | Premier tour | Premier tour | Ballotage | Ballotage |
| Candidats      | Candidats             | Étiquette      | Voix         | %            | Voix      | %         |
| -------------- | --------------------- | -------------- | ------------ | ------------ | --------- | --------- |
|                | Richard Ferrand *     | PS             | 3 525        | 39,44        | 6 069     | 69,90     |
|                | Christian Troadec     | UDB-Verts-Alt  | 2 783        | 31,14        | Retrait   | Retrait   |
|                | Jean-Yves Le Saux     | UMP            | 1 347        | 15,07        | 2 614     | 30,10     |
|                | Philippe Quillerou    | DVD            | 364          | 4,07         |           |           |
|                | Jean-Luc Briand       | FN             | 319          | 3,57         |           |           |
|                | Benoît Le Gall        | PCF            | 265          | 2,97         |           |           |
|                | Louis-Maris Mondeguer | REG            | 197          | 2,20         |           |           |
|                | Erwan Rouseau         | LO             | 137          | 1,53         |           |           |
|                |                       |                |              |              |           |           |
| Inscrits       | Inscrits              | Inscrits       | 12 138       | 100,00       | 12 133    | 100,00    |
| Abstentions    | Abstentions           | Abstentions    | 2 958        | 24,37        | 2 928     | 24,13     |
| Votants        | Votants               | Votants        | 9 180        | 75,63        | 9 205     | 75,87     |
| Blancs et nuls | Blancs et nuls        | Blancs et nuls | 243          | 2,65         | 522       | 5,67      |
| Exprimés       | Exprimés              | Exprimés       | 8 937        | 97,35        | 8 683     | 94,33     |

*sortant

### Canton de Concarneau
Jean Lozac'h (PS), élu depuis 1998 ne se représente pas.
| Candidats      | Candidats           | Étiquette      | Premier tour | Premier tour | Ballotage | Ballotage |
| Candidats      | Candidats           | Étiquette      | Voix         | %            | Voix      | %         |
| -------------- | ------------------- | -------------- | ------------ | ------------ | --------- | --------- |
|                | Jean-Paul Le Roux   | PS (*)         | 3 825        | 31,27        | 7 308     | 56,84     |
|                | Nicole Le Thellec   | UMP            | 3 657        | 29,90        | 5 549     | 43,16     |
|                | Patrice Naviner     | Alt            | 1 359        | 11,11        |           |           |
|                | Daniel Michel       | UDB-Verts      | 897          | 7,33         |           |           |
|                | Bertrand Chassagne  | FN             | 845          | 6,91         |           |           |
|                | Gérard Sciberras    | DVD            | 749          | 6,12         |           |           |
|                | Marie-France Goussé | PCF            | 424          | 3,47         |           |           |
|                | Jean-Pierre Ploé    | LO             | 355          | 2,90         |           |           |
|                | Yann Penn           | EXD            | 121          | 0,99         |           |           |
|                |                     |                |              |              |           |           |
| Inscrits       | Inscrits            | Inscrits       | 21 069       | 100,00       | 21 069    | 100,00    |
| Abstentions    | Abstentions         | Abstentions    | 8 399        | 39,86        | 7 586     | 36,01     |
| Votants        | Votants             | Votants        | 12 670       | 60,14        | 13 483    | 63,99     |
| Blancs et nuls | Blancs et nuls      | Blancs et nuls | 438          | 3,46         | 626       | 4,64      |
| Exprimés       | Exprimés            | Exprimés       | 12 232       | 96,54        | 12 857    | 95,36     |

*sortant

### Canton de Crozon
| Candidats      | Candidats               | Étiquette      | Premier tour | Premier tour | Ballotage | Ballotage |
| Candidats      | Candidats               | Étiquette      | Voix         | %            | Voix      | %         |
| -------------- | ----------------------- | -------------- | ------------ | ------------ | --------- | --------- |
|                | Jean-Jacques Fabien *   | UMP            | 2 940        | 33,81        | 4 278     | 47,29     |
|                | Dominique Trétout       | PS             | 2 904        | 33,39        | 4 768     | 52,71     |
|                | Raymond Kelhetter       | Alt-UDB-Verts  | 917          | 10,55        |           |           |
|                | Patrick Moulin          | FN             | 746          | 8,58         |           |           |
|                | Joël Le Stum            | DVD            | 621          | 7,14         |           |           |
|                | Daniel Magnen           | Diss.PS        | 337          | 3,88         |           |           |
|                | Françoise Duclos-Gerbes | PCF            | 231          | 2,66         |           |           |
|                |                         |                |              |              |           |           |
| Inscrits       | Inscrits                | Inscrits       | 13 372       | 100,00       | 13 363    | 100,00    |
| Abstentions    | Abstentions             | Abstentions    | 4 375        | 32,72        | 3 906     | 29,23     |
| Votants        | Votants                 | Votants        | 8 997        | 67,28        | 9 457     | 70,77     |
| Blancs et nuls | Blancs et nuls          | Blancs et nuls | 301          | 3,35         | 411       | 4,35      |
| Exprimés       | Exprimés                | Exprimés       | 8 696        | 96,65        | 9 046     | 95,65     |

*sortant

### Canton de Daoulas
| Candidats      | Candidats              | Étiquette      | Premier tour | Premier tour | Ballotage | Ballotage |
| Candidats      | Candidats              | Étiquette      | Voix         | %            | Voix      | %         |
| -------------- | ---------------------- | -------------- | ------------ | ------------ | --------- | --------- |
|                | Dominique Cap          | UMP            | 4 514        | 34,53        | 5 606     | 41,27     |
|                | André Le Gac *         | Alt-UDB        | 3 984        | 30,48        | 7 978     | 58,73     |
|                | Jean-Claude Le Tyrant  | PS             | 3 124        | 23,90        | Retrait   | Retrait   |
|                | René Corler            | FN             | 578          | 4,42         |           |           |
|                | Élizabeth Guillou-Piro | LO             | 262          | 2,00         |           |           |
|                | Patricia Patinec       | PCF            | 170          | 1,30         |           |           |
|                | Yves Gautron           | MRB            | 187          | 1,43         |           |           |
|                | Michel Dorsaix         | MRC            | 131          | 1,00         |           |           |
|                | Alain Wagmann          | PT             | 121          | 0,93         |           |           |
|                |                        |                |              |              |           |           |
| Inscrits       | Inscrits               | Inscrits       | 19 743       | 100,00       | 19 733    | 100,00    |
| Abstentions    | Abstentions            | Abstentions    | 6 306        | 31,94        | 5 677     | 28,77     |
| Votants        | Votants                | Votants        | 13 438       | 68,06        | 14 056    | 71,23     |
| Blancs et nuls | Blancs et nuls         | Blancs et nuls | 366          | 2,72         | 472       | 3,36      |
| Exprimés       | Exprimés               | Exprimés       | 13 071       | 97,27        | 13 584    | 96,64     |

*sortant

### Canton de Fouesnant
| Candidats      | Candidats            | Étiquette      | Premier tour | Premier tour | Ballotage | Ballotage |
| Candidats      | Candidats            | Étiquette      | Voix         | %            | Voix      | %         |
| -------------- | -------------------- | -------------- | ------------ | ------------ | --------- | --------- |
|                | Roger Le Goff *      | UMP            | 5 777        | 42,53        | 7 101     | 48,53     |
|                | Nathalie Conan       | PS             | 5 248        | 38,64        | 7 532     | 51,47     |
|                | Jean-Pierre Bigorgne | Verts-Alt-UDB  | 1 206        | 8,88         |           |           |
|                | Pierre Le Bris       | FN             | 952          | 7,01         |           |           |
|                | Albert Marzin        | PCF            | 399          | 2,94         |           |           |
|                |                      |                |              |              |           |           |
| Inscrits       | Inscrits             | Inscrits       | 20 378       | 100,00       | 20 379    | 100,00    |
| Abstentions    | Abstentions          | Abstentions    | 6 331        | 31,07        | 5 277     | 25,89     |
| Votants        | Votants              | Votants        | 14 054       | 68,97        | 15 101    | 74,11     |
| Blancs et nuls | Blancs et nuls       | Blancs et nuls | 465          | 3,31         | 469       | 3,11      |
| Exprimés       | Exprimés             | Exprimés       | 13 582       | 96,64        | 14 633    | 96,89     |

*sortant

### Canton de Guilvinec
Yannick Le Moigne (UMP), élu depuis 1998 ne se représente pas.
| Candidats      | Candidats         | Étiquette      | Premier tour | Premier tour | Ballotage | Ballotage |
| Candidats      | Candidats         | Étiquette      | Voix         | %            | Voix      | %         |
| -------------- | ----------------- | -------------- | ------------ | ------------ | --------- | --------- |
|                | Raynald Tanter    | PS             | 3 732        | 37,41        | 6 457     | 62,13     |
|                | Louis-Gérard Prat | UMP (*)        | 2 150        | 21,55        | 3 936     | 37,87     |
|                | Marie-Ange Buanic | UDF            | 1 891        | 18,95        | Retrait   | Retrait   |
|                | Louis Guirriec    | UDB-Alt-Verts  | 850          | 8,52         |           |           |
|                | Renan Haas        | FN             | 582          | 5,83         |           |           |
|                | Robert Le Cloarec | PCF            | 546          | 5,47         |           |           |
|                | Matthieu Muller   | LO             | 226          | 2,27         |           |           |
|                |                   |                |              |              |           |           |
| Inscrits       | Inscrits          | Inscrits       | 15 002       | 100,00       | 14 999    | 100,00    |
| Abstentions    | Abstentions       | Abstentions    | 4 649        | 30,99        | 4 178     | 27,86     |
| Votants        | Votants           | Votants        | 10 353       | 69,01        | 10 821    | 72,14     |
| Blancs et nuls | Blancs et nuls    | Blancs et nuls | 376          | 3,63         | 794       | 10,47     |
| Exprimés       | Exprimés          | Exprimés       | 9 977        | 96,37        | 10 393    | 96,04     |

*sortant

### Canton de Lanmeur
| Candidats      | Candidats         | Étiquette      | Premier tour | Premier tour | Ballotage | Ballotage |
| Candidats      | Candidats         | Étiquette      | Voix         | %            | Voix      | %         |
| -------------- | ----------------- | -------------- | ------------ | ------------ | --------- | --------- |
|                | Jean-Luc Fichet * | PS             | 3 293        | 48,42        | 4 587     | 67,54     |
|                | Yvon Tanguy       | DVD            | 1 918        | 28,20        | 2 205     | 32,64     |
|                | Thierry Desmarres | Verts-UDB      | 800          | 11,76        |           |           |
|                | Jules Boëdec      | PCF            | 482          | 7,09         |           |           |
|                | Emmanuel Brunet   | FN             | 308          | 4,53         |           |           |
|                |                   |                |              |              |           |           |
| Inscrits       | Inscrits          | Inscrits       | 9 985        | 100,00       | 9 984     | 100,00    |
| Abstentions    | Abstentions       | Abstentions    | 3 010        | 30,15        | 2 398     | 24,02     |
| Votants        | Votants           | Votants        | 6 976        | 69,86        | 7 046     | 70,57     |
| Blancs et nuls | Blancs et nuls    | Blancs et nuls | 174          | 2,49         | 794       | 10,47     |
| Exprimés       | Exprimés          | Exprimés       | 6 801        | 97,49        | 6 792     | 96,40     |

*sortant

### Canton de Lannilis
| Candidats      | Candidats            | Étiquette      | Premier tour | Premier tour | Ballotage | Ballotage |
| Candidats      | Candidats            | Étiquette      | Voix         | %            | Voix      | %         |
| -------------- | -------------------- | -------------- | ------------ | ------------ | --------- | --------- |
|                | Jean-Louis Kerboull* | UMP            | 2 408        | 28,24        | 3 023     | 34,09     |
|                | André Lesven         | UDF            | 2 149        | 25,20        | 2 722     | 30,69     |
|                | Claude Guiavarc'h    | PS             | 1 735        | 20,35        | 3 124     | 35,22     |
|                | Hervé Perrain        | DVD            | 975          | 11,43        |           |           |
|                | Lucie Robin-Vigneron | Verts-UDB      | 523          | 6,13         |           |           |
|                | Alain Fabre          | FN             | 318          | 3,73         |           |           |
|                | Françoise Chauveau   | LO             | 145          | 1,70         |           |           |
|                | Éric Pellenec        | PCF            | 101          | 1,18         |           |           |
|                | Jean-Claude Sage     | PT             | 65           | 0,76         |           |           |
|                | Jean-Pierre Tillenon | Adsav          | 57           | 0,67         |           |           |
|                | Thibaut Guillemot    | MRB            | 51           | 0,60         |           |           |
|                |                      |                |              |              |           |           |
| Inscrits       | Inscrits             | Inscrits       | 12 672       | 100,00       | 12 671    | 100,00    |
| Abstentions    | Abstentions          | Abstentions    | 3 962        | 31,27        | 3 647     | 28,78     |
| Votants        | Votants              | Votants        | 8 710        | 68,73        | 9 024     | 71,22     |
| Blancs et nuls | Blancs et nuls       | Blancs et nuls | 183          | 2,10         | 155       | 1,72      |
| Exprimés       | Exprimés             | Exprimés       | 8 527        | 97,90        | 8 869     | 98,28     |

*sortant

### Canton de Plabennec
| Candidats      | Candidats         | Étiquette      | Premier tour | Premier tour | Ballotage | Ballotage |
| Candidats      | Candidats         | Étiquette      | Voix         | %            | Voix      | %         |
| -------------- | ----------------- | -------------- | ------------ | ------------ | --------- | --------- |
|                | Louis Coz *       | UMP            | 4 525        | 48,35        | 5 182     | 53,95     |
|                | Chritian Plassard | PS             | 2 626        | 28,06        | 4 424     | 46,05     |
|                | Jean-Yves Piriou  | Verts-UDB      | 1 176        | 12,57        |           |           |
|                | Hubert Sène       | FN             | 615          | 6,57         |           |           |
|                | Jacques Piro      | LO             | 282          | 3,01         |           |           |
|                | Thierry Cariou    | PCF            | 134          | 1,43         |           |           |
|                |                   |                |              |              |           |           |
| Inscrits       | Inscrits          | Inscrits       | 14 029       | 100,00       | 14 027    | 100,00    |
| Abstentions    | Abstentions       | Abstentions    | 4 361        | 31,09        | 4 126     | 29,41     |
| Votants        | Votants           | Votants        | 9 668        | 68,91        | 9 901     | 70,59     |
| Blancs et nuls | Blancs et nuls    | Blancs et nuls | 310          | 3,21         | 295       | 2,98      |
| Exprimés       | Exprimés          | Exprimés       | 9 358        | 96,79        | 9 606     | 97,02     |

*sortant

### Canton de Pleyben
Jean Pirche (UMP), élu depuis 1985 ne se représente pas.
| Candidats      | Candidats               | Étiquette      | Premier tour | Premier tour | Ballotage | Ballotage |
| Candidats      | Candidats               | Étiquette      | Voix         | %            | Voix      | %         |
| -------------- | ----------------------- | -------------- | ------------ | ------------ | --------- | --------- |
|                | Jeannine Pichon         | Diss.UMP (*)   | 1 529        | 32,61        | 2 411     | 49,89     |
|                | Marie-France Le Boulc'h | PS             | 1 175        | 25,06        | 2 422     | 50,11     |
|                | Armand Louarn           | UMP (*)        | 1 061        | 22,63        | Retrait   | Retrait   |
|                | Yves Cumunel            | Diss.PS        | 603          | 12,86        |           |           |
|                | Pierre-René Alix-Conan  | FN             | 199          | 4,24         |           |           |
|                | Gilles Rivière          | PCF            | 122          | 2,60         |           |           |
|                |                         |                |              |              |           |           |
| Inscrits       | Inscrits                | Inscrits       | 6 542        | 100,00       | 6 542     | 100,00    |
| Abstentions    | Abstentions             | Abstentions    | 1 687        | 25,79        | 1 538     | 23,51     |
| Votants        | Votants                 | Votants        | 4 855        | 74,21        | 5 001     | 76,44     |
| Blancs et nuls | Blancs et nuls          | Blancs et nuls | 166          | 3,42         | 171       | 3,42      |
| Exprimés       | Exprimés                | Exprimés       | 4 689        | 96,58        | 4 833     | 96,64     |

*sortant

### Canton de Ploudalmézeau
| Candidats      | Candidats           | Étiquette      | Premier tour | Premier tour | Ballotage | Ballotage |
| Candidats      | Candidats           | Étiquette      | Voix         | %            | Voix      | %         |
| -------------- | ------------------- | -------------- | ------------ | ------------ | --------- | --------- |
|                | Antoine Corolleur * | UMP            | 4 027        | 47,47        | 5 198     | 61,05     |
|                | André Jugan         | PS             | 2 190        | 25,81        | 3 317     | 38,95     |
|                | Yvette Riou         | UDF            | 827          | 9,75         |           |           |
|                | François Goge       | FB-Verts-UDB   | 702          | 8,27         |           |           |
|                | Sandrine Bergot     | FN             | 605          | 7,13         |           |           |
|                | Yvon Mest           | PCF            | 133          | 1,57         |           |           |
|                |                     |                |              |              |           |           |
| Inscrits       | Inscrits            | Inscrits       | 12 667       | 100,00       | 12 664    | 100,00    |
| Abstentions    | Abstentions         | Abstentions    | 3 964        | 31,29        | 3 867     | 30,54     |
| Votants        | Votants             | Votants        | 8 703        | 68,71        | 8 797     | 69,46     |
| Blancs et nuls | Blancs et nuls      | Blancs et nuls | 229          | 2,63         | 282       | 3,21      |
| Exprimés       | Exprimés            | Exprimés       | 8 484        | 96,98        | 8 515     | 96,79     |

*sortant

### Canton de Plouescat
| Candidats      | Candidats             | Étiquette      | Premier tour | Premier tour |
| Candidats      | Candidats             | Étiquette      | Voix         | %            |
| -------------- | --------------------- | -------------- | ------------ | ------------ |
|                | Jacques Le Guen *     | UMP            | 2 762        | 60,77        |
|                | Jean-François Lejeune | App.PS         | 1 277        | 28,10        |
|                | Pascal Troadec        | FB-Verts-UDB   | 235          | 5,17         |
|                | Ginette Christin      | FN             | 175          | 3,85         |
|                | Romaric Leduc         | PCF            | 96           | 2,11         |
|                |                       |                |              |              |
| Inscrits       | Inscrits              | Inscrits       | 7 053        | 100,00       |
| Abstentions    | Abstentions           | Abstentions    | 2 359        | 33,45        |
| Votants        | Votants               | Votants        | 4 694        | 66,55        |
| Blancs et nuls | Blancs et nuls        | Blancs et nuls | 149          | 3,17         |
| Exprimés       | Exprimés              | Exprimés       | 4 545        | 96,83        |

*sortant

### Canton de Plouzévédé
| Candidats      | Candidats         | Étiquette      | Premier tour | Premier tour | Ballotage | Ballotage |
| Candidats      | Candidats         | Étiquette      | Voix         | %            | Voix      | %         |
| -------------- | ----------------- | -------------- | ------------ | ------------ | --------- | --------- |
|                | Gérard Daniélou * | UMP            | 2 504        | 49,79        | 3 011     | 57,73     |
|                | Jean-Luc Uguen    | App.PS         | 1 884        | 37,46        | 2 205     | 42,27     |
|                | Yves Talarmin     | UDB-FB-Verts   | 234          | 4,65         |           |           |
|                | Clément Daniellou | FN             | 234          | 4,65         |           |           |
|                | Alice Roudaut     | LO             | 173          | 3,44         |           |           |
|                |                   |                |              |              |           |           |
| Inscrits       | Inscrits          | Inscrits       | 7 297        | 100,00       | 7 297     | 100,00    |
| Abstentions    | Abstentions       | Abstentions    | 2 081        | 28,52        | 1 916     | 26,26     |
| Votants        | Votants           | Votants        | 5 216        | 71,48        | 5 381     | 73,74     |
| Blancs et nuls | Blancs et nuls    | Blancs et nuls | 187          | 3,59         | 165       | 3,07      |
| Exprimés       | Exprimés          | Exprimés       | 5 029        | 96,41        | 5 216     | 96,93     |

*sortant

### Canton de Pont-Croix
Henri Cogan (UDF), élu depuis 1979 ne se représente pas.
| Candidats      | Candidats                 | Étiquette      | Premier tour | Premier tour | Ballotage | Ballotage |
| Candidats      | Candidats                 | Étiquette      | Voix         | %            | Voix      | %         |
| -------------- | ------------------------- | -------------- | ------------ | ------------ | --------- | --------- |
|                | Jacqueline Donval         | PS             | 2 985        | 31,46        | 4 739     | 46,69     |
|                | Henri Goardon             | UMP            | 2 293        | 24,17        | 3 831     | 37,74     |
|                | Jean-Claude Hamon         | DVD            | 1 479        | 15,59        | 1 580     | 15,57     |
|                | Nadine Kersaudy           | UDF (*)        | 1 446        | 15,24        |           |           |
|                | Yves Cumunel              | Diss.PS        | 603          | 12,86        |           |           |
|                | Marie-Anne Haas           | FN             | 426          | 4,49         |           |           |
|                | Jeanne Henry              | PCF            | 301          | 3,17         |           |           |
|                | Éisabeth Kerloc'h         | Emgann         | 207          | 2,18         |           |           |
|                | Benoît Kerrain            | DVD            | 189          | 1,99         |           |           |
|                | Sophie Niderkorn-Lefebvre | LO             | 162          | 1,71         |           |           |
|                |                           |                |              |              |           |           |
| Inscrits       | Inscrits                  | Inscrits       | 14 613       | 100,00       | 14 600    | 100,00    |
| Abstentions    | Abstentions               | Abstentions    | 4 867        | 33,31        | 4 235     | 29,01     |
| Votants        | Votants                   | Votants        | 9 750        | 66,72        | 10 365    | 70,99     |
| Blancs et nuls | Blancs et nuls            | Blancs et nuls | 258          | 2,65         | 215       | 2,07      |
| Exprimés       | Exprimés                  | Exprimés       | 9 488        | 97,31        | 10 150    | 97,93     |

*sortant

### Canton de Pont-l'Abbé
| Candidats      | Candidats        | Étiquette      | Premier tour | Premier tour | Ballotage | Ballotage |
| Candidats      | Candidats        | Étiquette      | Voix         | %            | Voix      | %         |
| -------------- | ---------------- | -------------- | ------------ | ------------ | --------- | --------- |
|                | Annick Le Loch * | PS             | 3 799        | 40,53        | 5 790     | 59,91     |
|                | Thierry Mavic    | UMP            | 2 958        | 31,56        | 3 875     | 40,09     |
|                | Joseph Sergent   | App.UDF        | 877          | 9,36         |           |           |
|                | Arlette Legouïc  | Verts-Alt-UDB  | 688          | 7,34         |           |           |
|                | Cécile Storez    | FN             | 515          | 5,49         |           |           |
|                | Louis Lagadic    | PCF            | 316          | 3,37         |           |           |
|                | Agnès Baudry     | LO             | 220          | 2,35         |           |           |
|                |                  |                |              |              |           |           |
| Inscrits       | Inscrits         | Inscrits       | 14 145       | 100,00       | 14 139    | 100,00    |
| Abstentions    | Abstentions      | Abstentions    | 4 490        | 31,74        | 4 088     | 28,91     |
| Votants        | Votants          | Votants        | 9 657        | 68,27        | 10 050    | 71,08     |
| Blancs et nuls | Blancs et nuls   | Blancs et nuls | 282          | 2,92         | 386       | 3,84      |
| Exprimés       | Exprimés         | Exprimés       | 9 373        | 97,06        | 965       | 96,17     |

*sortant

### Canton de Rosporden
| Candidats      | Candidats          | Étiquette      | Premier tour | Premier tour | Ballotage | Ballotage |
| Candidats      | Candidats          | Étiquette      | Voix         | %            | Voix      | %         |
| -------------- | ------------------ | -------------- | ------------ | ------------ | --------- | --------- |
|                | Gilbert Montfort * | PS             | 2 777        | 40,56        | 4 366     | 62,59     |
|                | Norbert Bourgeois  | UMP            | 1 947        | 28,44        | 2 609     | 37,41     |
|                | Jacques Rannou     | PCF            | 696          | 10,17        |           |           |
|                | Paul Guéguéniat    | UDB-Verts      | 557          | 8,14         |           |           |
|                | Monique d'Orange   | FN             | 368          | 5,38         |           |           |
|                | Thierry Riou       | LCR            | 341          | 4,98         |           |           |
|                | Georges Seznec     | DVD            | 80           | 1,17         |           |           |
|                | Jean-Jacques Paré  | EXD            | 80           | 1,17         |           |           |
|                |                    |                |              |              |           |           |
| Inscrits       | Inscrits           | Inscrits       | 10 113       | 100,00       | 10 113    | 100,00    |
| Abstentions    | Abstentions        | Abstentions    | 2 996        | 29,63        | 2 838     | 28,06     |
| Votants        | Votants            | Votants        | 7 117        | 70,37        | 7 275     | 71,94     |
| Blancs et nuls | Blancs et nuls     | Blancs et nuls | 271          | 3,81         | 300       | 4,12      |
| Exprimés       | Exprimés           | Exprimés       | 6 846        | 96,19        | 6 975     | 95,88     |

*sortant

### Canton de Saint-Pol-de-Léon
| Candidats      | Candidats             | Étiquette      | Premier tour | Premier tour | Ballotage | Ballotage |
| Candidats      | Candidats             | Étiquette      | Voix         | %            | Voix      | %         |
| -------------- | --------------------- | -------------- | ------------ | ------------ | --------- | --------- |
|                | Jacques Édern         | App.PS         | 4 090        | 41,85        | 5 833     | 55,19     |
|                | Adrien Kervella *     | UMP            | 4 055        | 41,50        | 4 735     | 44,81     |
|                | David Derrien         | UDB-Verts      | 691          | 7,07         |           |           |
|                | Jean-Philippe Abgrall | FN             | 482          | 4,93         |           |           |
|                | René Le Bars          | PCF            | 454          | 4,65         |           |           |
|                |                       |                |              |              |           |           |
| Inscrits       | Inscrits              | Inscrits       | 15 581       | 100,00       | 15 579    | 100,00    |
| Abstentions    | Abstentions           | Abstentions    | 5 486        | 35,21        | 4 724     | 30,32     |
| Votants        | Votants               | Votants        | 10 095       | 64,79        | 10 855    | 69,68     |
| Blancs et nuls | Blancs et nuls        | Blancs et nuls | 323          | 3,20         | 554       | 6,27      |
| Exprimés       | Exprimés              | Exprimés       | 9 772        | 96,80        | 10 568    | 97,36     |

*sortant

### Canton de Saint-Thégonnec
| Candidats      | Candidats        | Étiquette      | Premier tour | Premier tour |
| Candidats      | Candidats        | Étiquette      | Voix         | %            |
| -------------- | ---------------- | -------------- | ------------ | ------------ |
|                | Yvon Abiven *    | App.PS         | 2 399        | 60,81        |
|                | Patricia Rannou  | DVD            | 1 210        | 30,67        |
|                | François Bourven | PCF            | 177          | 4,49         |
|                | Anne Jouan       | FN             | 110          | 2,79         |
|                | Patrick Huet     | EXD            | 49           | 1,24         |
|                |                  |                |              |              |
| Inscrits       | Inscrits         | Inscrits       | 5 564        | 100,00       |
| Abstentions    | Abstentions      | Abstentions    | 1 538        | 27,64        |
| Votants        | Votants          | Votants        | 4 026        | 72,36        |
| Blancs et nuls | Blancs et nuls   | Blancs et nuls | {81          | 2,01         |
| Exprimés       | Exprimés         | Exprimés       | 3 945        | 97,96        |

*sortant